# Маленков Роман Олексійович
Маленков Роман Олексійович (нар. 5 вересня 1978, Біла Церква, Київська область) — український географ, мандрівник, краєзнавець, журналіст. Головний редактор і співзасновник краєзнавчого вебпорталу «Україна Інкогніта». Є членом Українського географічного товариства.

## Життєпис
Закінчив Географічний факультет Київського національного університету імені Тараса Шевченка, аспірантуру. Десять років працював викладачем в Університеті новітніх технологій (2004—2014 рр.). Паралельно працював науковим співробітником у державному підприємстві «Центр екологічного моніторингу України», у 2010—2015 рр. — директор цього підприємства. Брав безпосередню участь у численних польових дослідженнях та експедиціях у багатьох регіонах України. Має 15 наукових публікацій.
У 2005 році Роман Маленков разом із Олегом Годиною створили краєзнавчий сайт «Україна Інкогніта», який нині є одним із найбільш наповнених краєзнавчих сайтів України. Із 2005 року Маленков є головним редактором цього сайту. Роман Маленков є одним із найактивніших мандрівників Україною. Протягом всього часу існування сайту «Україна Інкогніта» він займається краєзнавчими дослідженнями різних регіонів України. Найбільше робіт виконано по Наддніпрянщині.
У 2008 році Роман Маленков працював ведучим та сценаристом у краєзнавчому телевізійному серіалі «Унікальна Україна 2».
З 2015 року директор туристичного оператора «Україна Інкогніта», який спеціалізується на турах у маловідомі куточки України.
Захоплення Романа Маленкова мандрівками та фотографією вилилося у написання путівників по Київщині, Черкащині, Чернігівщині, Києву, статей у журнали, газети, на сайти. Як туристичний експерт та краєзнавець часто бере участь у теле та радіопрограмах.
Одружений, виховує двох дітей.

## Творчий доробок
- Дванадцять маршрутів Київщиною [Текст]: путівник / авт. тексту і фото Р. Маленков, О. Година. — К. : Грані-Т, 2008. — 104 c.: фотоіл. — ISBN 978-966-465-136-0
- Дванадцять маршрутів Київщиною [Текст]: путівник / Маленков Р., Година О. ; авт. фотогр.: Роман Маленков, Олег Година. — К. : Грані-Т, 2010. — 104 с.: фото. кольор. — (Путівники). — Бібліогр.: с. 98. — 4000 (2-й запуск 3001-4000) прим. — ISBN 978-966-465-305-0 (Серія Путівники). — ISBN 978-966-465-136-0
- Шістдесят сім зупинок Черкащини [Текст]: путівник / Маленков Р. ; авт. фот. та карт Роман Маленков. — К. : Грані-Т, 2010. — 105 с. : фото. кольор. — (Путівники). — 2000 прим. — ISBN 978-966-465-305-0 (Серія Путівники). — ISBN 978-966-465-309-8
- Маленков Роман. 10 країн після карантину. — К.: Віхола, 2021. — 336 с. — ISBN 978-617-7960-28-6
- Маленков Роман. Світова спадщина ЮНЕСКО в Україні [Текст]: путівник. — К.: Видавничий дім «Комора», 2021. — 240 с. — ISBN 978-617-7286-77-5
- Маленков Роман. Біла Церква та околиці [Текст]: путівник. — К.: Видавничий дім «Комора», 2022. — 96 с. — ISBN 978-617-7286-83-6.